# كارولين بروير (لاعبة هوكي الحقل)
كارولين بروير (بالإنجليزية: Caroline Brewer)‏ هي لاعب هوكي الحقل بريطانية، ولدت في 21 ديسمبر 1962.

## وصلات خارجية
- كارولين بروير على موقع أوليمبيديا (الإنجليزية)
- كارولين بروير على موقع اللجنة الأولمبية البريطانية (الإنجليزية)